# Лаврентий Кентерберийский
Лаврентий Кентерберийский (лат. Laurentius Cantuariensis, англ. Laurence of Canterbury; VI век, Рим — 2 февраля 619, Кентербери) — второй архиепископ Кентерберийский с 604 по 619 год. Был участником «Григорианской миссии» 595 года, организованной папой Григорием I с целью обращения англосаксов южной Британии в христианство.
В сан архиепископа Лаврентий был рукоположён своим предшественником Августином Кентерберийским, с целью обеспечить упорядоченную передачу полномочий архиепископа. Во время своего правления Лаврентий безуспешно пытается сгладить разногласия между британской и римской католической церковью. Кроме того, после смерти короля Этельберта I в 616 году, его наследник покинул церковь и распространение христианства среди англосаксов фактически прекратилось. Лаврентий умер 2 февраля 619 года и после смерти был канонизирован.

## Биография

### Ранние годы
Лаврентий был одним из участников «Григорианской миссии», организованной папой папой Григорием I в 595 году с целью обращения англосаксов в христианство. В 597 году миссия, главой которой являлся предшественник Лаврентия Августин Кентерберийский, достигла острова Танет, а после и Кент. О жизни Лаврентия до начала миссии фактически ничего не известно, кроме того, что он служил монахом в Риме.
Историк Беда пишет, что Лаврентий был одним из монахов, отправленных Августином в 601 году в Рим с сообщением о успехах миссии и вопросами к папе Григорию о дальнейшем развитии церкви в Кенте. Пётр Кентерберийский, впоследствии глава Аббатства Святого Августина, в своих воспоминаниях пишет, что Лаврентий покинул Кент в июле 598 года и возвратился в 601 году.
По возвращении он привёз письмо папы Григория, известное как «Libellus responsionum», которое упоминает Беда в своей «Церковной истории народа англов». Лаврентий также упоминается в письме папы королеве Берте. Папа хвалит Берту за её участие в крещении короля Этельберта в христианство, ссылаясь на рассказ Лаврентия. Известно также, что летом 601 года в Кент с Лаврентием среди других миссионеров прибыл и Меллит, ставший третьим кентерберийским архиепископом.

### Рукоположение в архиепископы
В 604 году, после смерти Августина, Лаврентий стал вторым архиепископом кентерберийским и оставался на посту до своей смерти 2 февраля 619 года. Августин боялся, что после его смерти и до прибытия нового архиепископа из Рима миссия будет находиться под угрозой и рукоположил Лаврентия в сан архиепископа незадолго до своей смерти. Таким образом, Лаврентий, не получив паллий из Рима, был возведён в сан не по канонам римской католической церкви. Беда сравнивает возведение в сан Лаврентия без разрешения папы с рукоположением Климента I в папы при жизни Петра. Историк Роберт Райт считает, что Беда таким образом критикует действия церкви.
В 610 году Лаврентий получает письмо от папы Бонифация IV, сменившего папу Григория I, в котором он называет Лаврентия архиепископом и преемником Августина. Письмо к папе отвёз в Рим в начале 610 года Меллит, а после проведённого в Риме синода вернулся с указами от папы и личным письмом для Лаврентия.
В 613 году Лаврентий освятил церковь монастыря, выстроенную Августином в Кентербери, как церковь святых Петра и Павла. Позже церковь была переименована в аббатство святого Августина.
Также Лаврентий написал несколько писем британским и шотландским епископам, призывая их изменить дату празднования пасхи на принятую в римской католической церкви. Эти письма впервые упоминаются в описаниях историка Беды. В 609 году Лаврентий утверждал, что не сядет с кельтским епископом Деганом за один стол и под одной крышей из-за различий в их вере.

### Дальнейшее развитие христианства
В 616 году умер король Этельберт и его наследник Эдбальд вернулся из христианство в язычество, заставив многих миссионеров бежать, опасаясь его гнева. Среди них были архиепископ Лондона Меллит и архиепископ Рочестера Юст. Оставшись в Британии, Лаврентий смог вернуть Эдбальда в христианство. Беда пишет, что Лаврентий почти сдался, но во сне ему явился святой Пётр и наказал его. Синяки после наказания остались и после пробуждения, и, показав их Эдбальду, Лаврентий смог убедить Эдбальда в истинности христианской веры. Беда также намекает, что истинной причиной остаться стала гибель большинства лидеров язычников в бою. Как пишет историк Роберт Райт, историю с наказанием Беда использует как пример возможного применения для убеждения язычников и намекает, что продолжения миссии желал сам апостол Пётр. Дэвид Фармер в «Словаре святых Оксфорда» пишет, что эта история смесь истории Камо грядеши и информации из записок Иеронима Стридонского.
Современные историки видят политическую подоплёку в решении Лаврентия остаться. Историк Кирби считает, что отказ Эдбальда от христианства являлся отрицанием профранкской политики отца, короля Этельберта. Алкуин, средневековый писатель, считает, что Лаврентий «порицал» апостольскую власть. Вполне возможно, что остаться в Кенте его заставило письмо папы Адеодата I с приказом остаться.
Кирби пишет, что повторно крестил Эдбальда не Лаврентий, а Юст приблизительно в 624 году. Другие историки не соглашаются с этим, например, Николас Брукс пишет, что Эдбальд был крещён Лаврентием, приблизительно через год после смерти отца. Другой историк, Барбара Йорк считает, что было два правителя: Эдбальд и Этельвальд, первый из которых был крещён Лаврентием, а второй Юстом после его возвращения в Рочестер.
После смерти Этельберта все дальнейшие попытки расширить влияние церкви на запад наталкиваются на противодействие короля Редвальда, ставшим бретвальдом после Этельберта. Редвальд был крещён ещё при жизни Этельберта, но по всей видимости лишь с целью снискать расположение Этельберта и заполучить дорогой христианский алтарь в свой языческий храм. И хотя Юст вернулся в Рочестер, епископ Меллит (епископ) так и не смог вернуться в Лондон к своим обязанностям епископа.

### Смерть и наследие
Лаврентий умер 2 февраля 619 года и был похоронен в церкви святых Петра и Павла в Кентербери, позже переименованной в аббатство святого Августина. Позже, в 1090 году, останки были перенесены в церковь святого Августина. Его рака находится с правой стороны от останков Августина, его предшественника. После своей смерти Лаврентий был канонизирован и день его памяти празднуется 3 февраля. Кроме того, 13 сентября празднуется день переложения его останков в новую церковь. Правление Лаврентия запомнилось крещением Эдбальда, наследника Этельберта, и неудавшейся попыткой закрепить влияние католической церкви в Британии. Его последователем на посту архиепископа стал Меллит, епископ Лондона.